# Wypowziw
Wypowziw (ukr. Виповзів) – wieś na Ukrainie, w obwodzie czernihowskim, w rejonie czernihowskim, w hromadzie Desna. W 2001 liczyła 523 mieszkańców, spośród których 503 wskazało jako ojczysty język ukraiński, a 19 rosyjski.